# Championnat de République tchèque de hockey sur glace 1997-1998
Saison précédente Saison suivante
La saison 1997-1998 a été la cinquième saison des championnats de hockey sur glace de République tchèque : l’Extraliga, la première division, la 1. liga, second échelon, la 2. liga, troisième division et des autres divisions inférieures. Les résultats présentés ici ne reprendront que les trois premières divisions.

## Résultats de l'Extraliga
Comme les saisons précédentes, quatorze équipes participent à la saison régulière et alors que douze équipes jouent les playoffs, ce sont uniquement les huit meilleures au classement général qui vont y participer.

### Première phase

#### Classement de la saison régulière
| Place | Équipe                      | PJ | V  | D  | N  | BP  | BC  | Pts |
| ----- | --------------------------- | -- | -- | -- | -- | --- | --- | --- |
| 1er   | HC Petra Vsetín             | 52 | 33 | 6  | 13 | 181 | 116 | 72  |
| 2e    | HC Vítkovice                | 52 | 31 | 7  | 14 | 174 | 142 | 69  |
| 3e    | HC Železárny Třinec         | 52 | 29 | 11 | 12 | 189 | 156 | 69  |
| 4e    | HC Sparta Praha             | 52 | 27 | 10 | 15 | 176 | 117 | 64  |
| 5e    | HC Keramika Plzeň           | 52 | 24 | 11 | 17 | 160 | 146 | 59  |
| 6e    | HC Slavia Praha             | 52 | 22 | 12 | 18 | 152 | 132 | 56  |
| 7e    | HC Chemopetrol Litvínov     | 52 | 22 | 12 | 18 | 167 | 128 | 56  |
| 8e    | HC IPB Pojišťovna Pardubice | 52 | 22 | 8  | 22 | 158 | 149 | 52  |
| 9e    | HC Dukla Jihlava            | 52 | 21 | 9  | 22 | 137 | 139 | 51  |
| 10e   | HC České Budějovice         | 52 | 19 | 10 | 23 | 149 | 149 | 48  |
| 11e   | HC ZPS Barum Zlín           | 52 | 20 | 8  | 24 | 166 | 183 | 48  |
| 12e   | HC Velvana Kladno           | 52 | 11 | 10 | 31 | 124 | 194 | 32  |
| 13e   | HC Becherovka Karlovy Vary  | 52 | 9  | 12 | 31 | 130 | 202 | 30  |
| 14e   | HC Bohemex Trade Opava      | 52 | 7  | 8  | 37 | 101 | 211 | 22  |

#### Meilleurs pointeurs
David Moravec le joueur de Vítkovice est le meilleur buteur et pointeur de la saison régulière, Vladimír Růžička le meilleur passeur.
|    | Joueur              | Équipe          | PJ | B  | A  | Pts |
| -- | ------------------- | --------------- | -- | -- | -- | --- |
| 1  | David Moravec       | Vítkovice       | 62 | 44 | 35 | 79  |
| 2  | Jiří Dopita         | Vsetín          | 60 | 33 | 40 | 73  |
| 3  | Roman Kaděra        | Třínec          | 58 | 27 | 45 | 72  |
| 4  | Vladimír Růžička    | Sparta          | 52 | 20 | 46 | 66  |
| 5  | Richard Král        | Třínec          | 58 | 27 | 38 | 65  |
| 6  | Viktor Ujčík        | Slavia - Třínec | 61 | 31 | 31 | 62  |
| 7  | Jiří Zelenka        | Sparta          | 62 | 33 | 28 | 61  |
| 8  | Josef Beránek       | Vsetín          | 55 | 26 | 35 | 61  |
| 9  | Aleksandr Prokopiev | Vítkovice       | 61 | 20 | 41 | 61  |
| 10 | Jozef Daňo          | Třínec          | 62 | 20 | 41 | 61  |

### Play-offs

#### Résultats
Les play-offs se jouent en plusieurs matchs avec la victoire assurée pour l'équipe remportant trois matchs.
|  | Quarts de finale            | Quarts de finale    |                 |                 | Demi-finales    | Demi-finales |  |  | Finale       | Finale |
|  | Quarts de finale            | Quarts de finale    |                 |                 | Demi-finales    | Demi-finales |  |  | Finale       | Finale |
|  |                             |                     |                 |                 |                 |              |  |  |              |        |
|  |                             |                     |                 |                 |                 |              |  |  |              |        |
|  |                             |                     |                 |                 |                 |              |  |  |              |        |
|  | HC Petra Vsetín             | 3                   |                 |                 |                 |              |  |  |              |        |
|  | HC Petra Vsetín             | 3                   |                 |                 |                 |              |  |  |              |        |
|  | HC IPB Pojišťovna Pardubice | 0                   |                 |                 |                 |              |  |  |              |        |
|  | HC IPB Pojišťovna Pardubice | 0                   | HC Petra Vsetín | 3               |                 |              |  |  |              |        |
|  |                             |                     | HC Petra Vsetín | 3               |                 |              |  |  |              |        |
|  |                             | HC Sparta Praha     | 1               |                 |                 |              |  |  |              |        |
|  | HC Keramika Plzeň           | HC Sparta Praha     | 1               | 2               |                 |              |  |  |              |        |
|  | HC Keramika Plzeň           |                     |                 | 2               |                 |              |  |  |              |        |
|  | HC Sparta Praha             | 3                   |                 |                 |                 |              |  |  |              |        |
|  | HC Sparta Praha             | 3                   | HC Petra Vsetín | 3               |                 |              |  |  |              |        |
|  |                             |                     | HC Petra Vsetín | 3               |                 |              |  |  |              |        |
|  |                             | HC Železárny Třinec | 0               |                 |                 |              |  |  |              |        |
|  | HC Vítkovice                | HC Železárny Třinec | 0               | 3               |                 |              |  |  |              |        |
|  | HC Vítkovice                |                     |                 | 3               |                 |              |  |  |              |        |
|  | HC Chemopetrol Litvínov     | 1                   |                 |                 |                 |              |  |  |              |        |
|  | HC Chemopetrol Litvínov     | 1                   | HC Vítkovice    | 2               |                 |              |  |  |              |        |
|  |                             |                     | HC Vítkovice    | 2               | Troisième place |              |  |  |              |        |
|  |                             | HC Železárny Třinec | 3               |                 |                 |              |  |  |              |        |
|  | HC Železárny Třinec         | HC Železárny Třinec | 3               | 3               |                 |              |  |  |              |        |
|  | HC Železárny Třinec         |                     |                 | 3               |                 |              |  |  |              |        |
|  | HC Slavia Praha             | 2                   |                 | HC Sparta Praha | 1               |              |  |  |              |        |
|  | HC Slavia Praha             | 2                   |                 | HC Sparta Praha | 1               |              |  |  |              |        |
|  |                             |                     |                 |                 |                 |              |  |  | HC Vítkovice | 1      |
|  |                             |                     |                 |                 |                 |              |  |  | HC Vítkovice | 1      |

Lors du match pour la troisième place, les deux équipes remportent chacune un match mais au cumul des buts, 10-6, le HC Vítkovice remporte la dernière place du podium.

#### Meilleurs pointeurs
|   | Joueur          | Équipe    | B  | A  | Pts |
| - | --------------- | --------- | -- | -- | --- |
| 1 | Richard Král    | Třinec    | 8  | 12 | 20  |
| 2 | Jiří Dopita     | Vsetín    | 12 | 6  | 18  |
| 3 | Viktor Ujčík    | Třinec    | 8  | 10 | 18  |
| 4 | David Moravec   | Vítkovice | 6  | 9  | 15  |
| 5 | Ladislav Lubina | Třinec    | 5  | 8  | 13  |

### Bilans de l'Extraliga
L’équipe de Vsetín remporte son quatrième titre de champion des séries en remportant également son second titre consécutif de champion de la saison régulière. Encore une fois, Roman Čechmánek est élu meilleur gardien de la saison pour la quatrième année consécutive et Jiří Dopita est désigné meilleur joueur de la saison régulière et des séries. Le meilleur défenseur de la saison est František Kučera, joueur du Sparta Prague alors que
Miroslav Duben est élu meilleur joueur débutant sous les couleurs du HC Dukla Jihlava. Marek Sýkora est élu meilleur entraîneur de la saison. František Rejthar est désigné meilleur arbitre de la saison et Vítkovice avec 7 689 spectateurs par match connaît la meilleure moyenne de la saison pour la seconde saison.

### Effectifs champions
Cette section présente les effectifs des équipes ayant fini aux trois premières places du classement : dans l’ordre le HC Petra Vsetín, le HC Vítkovice et le HC Sparta Praha.
HC Petra Vsetín
- Gardiens de buts : Roman Čechmánek, Ivo Pešat
- Défenseurs : Antonín Stavjaňa, Alekseï Iachkine, Jiří Veber, Jan Srdínko, Pavel Zubíček, Radim Tesařík, Michal Divíšek, Michal Šafařík, Martin Táborský
- Attaquants : Jiří Dopita, Andrej Galkin, Tomáš Sršeň, Josef Beránek, Radek Bělohlav, Tomáš Kapusta, Ondřej Kratěna, Rostislav Vlach, Michal Broš, Roman Stantien, Ivan Padělek, David Hruška, Tomáš Demel, Jan Tomajko
- Entraîneurs : Zdislav Tabara

HC Železárny Třinec
- Gardiens de buts : Radovan Biegl, Vlastimil Lakosil
- Défenseurs : Ľubomír Sekeráš, Jiří Kuntoš, Stanislav Pavelec, Robert Kántor, Miroslav Číhal, Petr Jančařík, Petr Gřegořek, Marek Tichý, Václav Drábek, Filip Štefanka
- Attaquants : Roman Kaděra, Joseg Daňo, Richard Král, Viktor Ujčík, Aleš Zima, Jan Peterek, Ladislav Lubina, Tomáš Chlubna, Petr Folta, Marek Zadina, Zdeněk Sedlák, Roman Kontšek, Arpad Györi, Jaroslav Michalovič
- Entraîneurs : Alois Hadamczik et Aleš Mach

HC Vítkovice
- Gardiens de buts : Martin Prusek, Jiří Trvaj, Zdeněk Dobeš
- Défenseurs : Dmitrij Jerofejev, Vítězslav Škuta, Jiří Jonák, René Ševěček, Petr Jurečka, Pavel Kumstát, Lukáš Galvas, Daniel Vilášek, Daniel Seman
- Attaquants : David Moravec, Aleksandr Prokopiev, Roman Šimíček, Luděk Krayzel, Martin Kotásek, Alexander Čerbajev, Libor Polášek, Aleš Krátoška, Petr Zajonc, Kamil Piroš, Jan Matějný, Libor Pavliš, Martin Tomášek, Martin Lamich, David Kostelňák, Roman Kelner
- Entraîneurs : Vladimír Vůjtek et Ladislav Svozil

## Résultats de la1.liga
L'équipe finissant en tête du classement est qualifiée pour jouer une phase de barrage, contre la dernière équipe de la division supérieure. Les deux dernières équipes de la ligue joueront par la suite une phase de relégation avec les deux meilleures équipes de 2.liga.

### Classement de la 1.liga
| Place | Équipe                      | Pts | PJ | V  | N  | D  | BP  | BC  |
| ----- | --------------------------- | --- | -- | -- | -- | -- | --- | --- |
| 1er   | HC Znojmo                   | 66  | 52 | 29 | 8  | 15 | 169 | 100 |
| 2e    | HC Liberec                  | 66  | 52 | 31 | 4  | 17 | 167 | 115 |
| 3e    | HC Beroun                   | 65  | 52 | 26 | 13 | 13 | 186 | 140 |
| 4e    | HC Třebíč                   | 63  | 52 | 25 | 13 | 14 | 138 | 105 |
| 5e    | KLH Chomutov                | 62  | 52 | 26 | 10 | 16 | 205 | 179 |
| 6e    | HC Havířov                  | 61  | 52 | 26 | 9  | 17 | 147 | 110 |
| 7e    | HC Olomouc                  | 59  | 52 | 25 | 9  | 18 | 163 | 136 |
| 8e    | IHC Písek                   | 55  | 52 | 23 | 9  | 20 | 147 | 138 |
| 9e    | HC Kralupy                  | 52  | 52 | 19 | 14 | 19 | 152 | 154 |
| 10e   | HC Havlíčkův Brod           | 44  | 52 | 18 | 8  | 26 | 131 | 165 |
| 11e   | HC Kometa Brno              | 43  | 52 | 16 | 11 | 25 | 158 | 188 |
| 12e   | HC Vajgar Jindřichův Hradec | 42  | 52 | 15 | 12 | 25 | 122 | 154 |
| 13e   | HC Prostějov                | 32  | 52 | 11 | 10 | 31 | 115 | 183 |
| 14e   | HC Přerov                   | 18  | 52 | 6  | 6  | 40 | 99  | 222 |

### Meilleurs joueurs
Kamil Kolácek de Chomutov est élu meilleur joueur tandis que l'équipe type de la saison est la suivante : Jiří Trvaj, gardien de Havířov, les deux défenseurs de Olomouc Patrik Rimmel et Pavel Táborský et enfin Václav Novák de Liberec et Daniel Branda et Kamil Koláček de Chomutov.

## Résultats de la2.liga
La 2.liga est composée de deux groupes dont les quatre premières équipes jouent une phase de playoffs puis une poule pour la montée à l'issue de la saison régulière. Les quatre équipes finissant aux dernières places de chaque groupe (deux équipes par groupe) sont reléguées en division régionale.

### Groupe A
| Place | Équipe                   | Pts | PJ | V  | N  | D  | BP  | BC  |
| ----- | ------------------------ | --- | -- | -- | -- | -- | --- | --- |
| 1er   | Sportovní klub Kadaň     | 49  | 30 | 23 | 3  | 4  | 152 | 54  |
| 2e    | BK Mladá Boleslav        | 42  | 30 | 18 | 6  | 6  | 119 | 80  |
| 3e    | HC Benešov               | 38  | 30 | 13 | 12 | 5  | 102 | 76  |
| 4e    | HC Děčín                 | 37  | 30 | 16 | 5  | 9  | 100 | 90  |
| 5e    | HC Neratovice            | 35  | 30 | 14 | 7  | 9  | 123 | 99  |
| 6e    | HC Baník Sokolov         | 35  | 30 | 16 | 3  | 11 | 119 | 103 |
| 7e    | HC ZVVZ Milevsko         | 33  | 30 | 15 | 3  | 12 | 102 | 79  |
| 8e    | HC Slaný                 | 32  | 30 | 14 | 4  | 12 | 112 | 116 |
| 9e    | HC Kobra Praha           | 30  | 30 | 11 | 8  | 11 | 75  | 94  |
| 10e   | HC Nymburk               | 25  | 30 | 10 | 5  | 15 | 92  | 92  |
| 11e   | HC Benátky nad Jizerou   | 25  | 30 | 10 | 5  | 15 | 104 | 119 |
| 12e   | HC Slovan Ústí nad Labem | 24  | 30 | 9  | 6  | 15 | 74  | 98  |
| 13e   | HC Most                  | 22  | 30 | 7  | 8  | 15 | 82  | 109 |
| 14e   | HC Rokycany              | 20  | 30 | 7  | 6  | 17 | 82  | 126 |
| 15e   | HC Hvězda Praha          | 19  | 30 | 7  | 5  | 18 | 77  | 114 |
| 16e   | HC Louny                 | 14  | 30 | 6  | 2  | 22 | 67  | 130 |

### Groupe B
| Place | Équipe              | Pts | PJ | V  | N  | D  | BP  | BC  |
| ----- | ------------------- | --- | -- | -- | -- | -- | --- | --- |
| 1er   | HC Šumperk          | 51  | 30 | 25 | 1  | 4  | 159 | 60  |
| 2e    | HC Nový Jičín       | 43  | 30 | 18 | 7  | 5  | 127 | 79  |
| 3e    | HC Frýdek-Místek    | 41  | 30 | 17 | 7  | 6  | 107 | 70  |
| 4e    | HC Orlová           | 39  | 30 | 18 | 3  | 9  | 137 | 100 |
| 5e    | HC Rosice           | 36  | 30 | 16 | 4  | 10 | 125 | 96  |
| 6e    | HC Rondo Brno       | 34  | 30 | 14 | 6  | 10 | 102 | 97  |
| 7e    | HC Hradec Králové   | 31  | 30 | 13 | 5  | 12 | 89  | 100 |
| 8e    | HC Žďár nad Sázavou | 28  | 30 | 9  | 10 | 11 | 104 | 113 |
| 9e    | HC Tábor            | 27  | 30 | 11 | 5  | 14 | 106 | 114 |
| 10e   | HC Šternberk        | 26  | 30 | 10 | 6  | 14 | 110 | 124 |
| 11e   | HC Kopřivnice       | 25  | 30 | 10 | 5  | 15 | 101 | 126 |
| 12e   | HC Poruba           | 22  | 30 | 10 | 2  | 18 | 94  | 105 |
| 13e   | HC Uherské Hradiště | 21  | 30 | 7  | 7  | 16 | 85  | 98  |
| 14e   | HC Kolín            | 21  | 30 | 8  | 5  | 17 | 95  | 132 |
| 15e   | HC Kromeříž         | 18  | 30 | 7  | 4  | 19 | 90  | 164 |
| 16e   | HC Karviná          | 17  | 30 | 7  | 3  | 20 | 83  | 136 |

### Playoffs
Les huit meilleures équipes des deux groupes se rencontrent lors d’une série de deux matchs avec l’inversion du classement : le premier du groupe A joue contre le dernier du groupe B, … À l’issue de ce premier tour, un second tour oppose deux à deux les équipes ayant gagné le tour précédent pour jouer ensuite une phase de promotion.
| Orlová        | 1-3 / 2-1 | Kadaň      |
| Frýdek-Místek | 0-2 / 4-5 | Boleslav   |
| Děčín         | 1-4 / 2-2 | Děčín      |
| Benešov       | 5-5 / 2-4 | Nový Jičín |

| Nový Jičín | 0-3 / 3-6 | Kadaň   |
| Boleslav   | 2-1 / 1-3 | Šumperk |

## Poules de relégation

### Barrages de qualification pour l’Extraliga
Pour la seconde année consécutive, Opava joue son maintien dans l'Extraliga lors de sept matchs de barrages. Alors que le HC Znojmo mène la série 3 matchs à 0, Opava parvient tout de même à conserver sa place en élite.
- Opava - Znojmo 1-4 (1-1, 0-2, 0-1)
- Opava - Znojmo 1-2 (0-0, 1-2, 0-0)
- Znojmo - Opava 3-2 (1-0, 2-2, 0-0)
- Znojmo - Opava 1-4 (0-2, 1-1, 0-1)
- Opava - Znojmo 6-4 (2-1, 2-1, 2-2)
- Znojmo - Opava 2-3 (0-2, 0-0, 2-0, 0-1)
- Opava - Znojmo 6-0 (3-0, 2-0, 1-0)

### Barrages de qualification pour la 1. liga
Les deux dernières équipes de 1. liga jouent une phase de barrage pour conserver leur place face aux deux meilleures équipes de 2. liga qui se sont qualifiées à l’issue d’une phase de playoffs entre huit équipes.
- Prostějov - Šumperk 4 matchs à 1 (5-1, 2-3, 5-1, 3-2, 6-3)
- Přerov - Kadaň 2 matchs à 4 (0-5, 2-3, 2-0, 4-1, 0-3, 1-2)

### Barrages de qualification pour la 2. liga
- Klášterec nad Ohří 1-0 / 5-3 Příbram
- Náchod 5-3 / 3-6 (P) - Strakonice
- Nedvědice 8-2 / 1-3 Prospekta Praha
- Uničov 4-3 / 4-4 (P) Klatovy

Klášterec nad Ohri, Strakonice, Nedvědice et Uničov sont promus en 2.liga.